# Multimo usługa
Multimo - usługa stałego dostępu do internetu na łączach Telekomunikacji Polskiej. Oparta jest na technologii ADSL oraz ADSL2+ i oferowana jest przez firmę Multimo Sp. z o.o., założoną przez GTS Energis, obecnie należącą do spółki Telestrada S.A. Jest to odpowiednik usług Szybki Internet, Tele2 i Neostrady.
Usługa Multimo korzysta z technologii PPPoE i działa w standardzie Annex A. Wartości VPI/VCI od strony klienta to 0/35.

## Szybkość transmisji
Dostępnych jest 6 opcji o zdefiniowanej szybkości transmisji z zawarciem umowy na 12 miesięcy lub na czas nieokreślony.
- 512/128 kb/s (64/16 kB/s)
- 1024/256 kb/s (128/32 kB/s)
- 2048/256 kb/s (256/32 kB/s)
- 6144/512 kb/s (768/64 kB/s)
- 10240/1024 kb/s (1280/128 kB/s)
- 20480/1024 kb/s (2560/128 kB/s)

## Parametry konfiguracji
- Encapsulation: PPPoE
- Multiplex: LLC
- Virtual Path ID (VPI): 0
- Virtual Circuit ID (VCI): 35
- DSL Modulation: G.dmt (ITU G.992.1) lub Multimode
- Maximum Transmission Unit (MTU): 1492